# Les Yeux bleus de la poupée cassée
Pour plus de détails, voir Fiche technique et Distribution.
Les Yeux bleus de la poupée cassée (Los ojos azules de la muñeca rota) est un film d'horreur espagnol de type giallo sorti en 1974. Il a été réalisé par Carlos Aured, sur un scénario écrit par Carlos Aured et Paul Naschy. La distribution est assurée en partie par Paul Naschy, Diana Lorys, Maria Perschy et Eva Leon. Le film est sorti en salles et sur VHS dans le monde anglophone sous le titre de House Of Psychotic Women et a été diffusé à la télévision sous le titre de House of Doom (dans une version censurée).   

## Synopsis
Gilles, un vagabond, (Paul Naschy) arrive dans un village français à la recherche d'un travail. Il obtient rapidement un boulot auprès d'une femme nommée Claude (Diana Lorys), qui porte une main prothétique, cachant une horrible déformation. Elle lui donne un emploi d'homme à tout faire dans la grande maison où elle vit avec ses deux sœurs : la nymphomane rousse Nicole (Eva Leon) et l'handicapée en fauteuil roulant Yvette (Maria Perschy). Peu de temps après l'arrivée de Gilles au village, un mystérieux tueur commence à assassiner des femmes blondes aux yeux bleus et les énucle, signant ainsi ses crimes. Gilles est rapidement suspecté d'être le tueur en raison de son passé sombre d'ancien détenu et du meurtre de son ancienne petite-amie. Mais serait-ce vraiment aussi simple ? 

## Distribution
- Paul Naschy : Gilles
- Diana Lorys : Claude
- Eduardo Calvo : Docteur Phillipe
- Eva León : Nicole
- Inés Morales : Michelle
- Antonio Pica : l'inspecteur Pierre
- Luis Ciges : René
- Pilar Bardem : Caroline
- Maria Perschy : Ivette

## Anecdotes
- Paul Naschy est également connu sous le nom de Jacinto Molina et a joué des rôles de loup-garou dans de nombreux films espagnols. Il a collaboré à plusieurs reprises avec le réalisateur Carlos Aured.
- Lors de la scène finale, on peut apercevoir la caméra et l'équipe de tournage dans le reflet d'un miroir en arrière-plan.

## Sortie
Le film est sorti en salles en Espagne en 1974, sous le nom de Los ojos azules de la muñeca rota. Le titre se traduit en français par Les Yeux bleus de la poupée cassée.
Le film est distribué en salles aux États-Unis par Independent-International Pictures en 1976, sous le titre House of Psychotic Women. 
Le film contient des scènes de gore et de nudité, et a donc été classé R aux États-Unis sous son titre House of Psychotic Women, version légèrement édité. Une version complètement censurée, intitulée House Of Doom, a été diffusée à la télévision. 
Le film est publié en DVD en 2007 par Deimos Entertainment, sous le nom de Blue Eyes of the Broken Doll, traduction littérale en anglais du titre original. 

## Bande son
Une version ré-instrumentée (ajout de batterie, violon et basse) et ré-harmonisée de Frère Jacques est jouée pendant les scènes de meurtre. 
Le reste de la bande-son est composé de deux morceaux originaux, composés par le compositeur espagnol Juan Carlos Calderon. 